# Aristolochia mossii
Aristolochia mossii S.Moore – gatunek rośliny z rodziny kokornakowatych (Aristolochiaceae Juss.). Występuje naturalnie w Wenezueli, Gujanie i Brazylii (w stanach Acre, Amazonas, Pará, Mato Grosso do Sul, Minas Gerais oraz São Paulo).

## Biologia i ekologia
Rośnie wiecznie zielonych lasach. Występuje na wysokości do 900 m n.p.m.